# دوري جنوب إفريقيا لكرة القدم 1999–2000
دوري جنوب أفريقيا لكرة القدم 1999–2000 (بالإنجليزية: 1999–2000 Premier Soccer League)‏ هو الموسم 4 من دوري جنوب أفريقيا لكرة القدم ‏. أقيم بتاريخ 30 يوليو 1999، وكان عدد الأندية المشاركة فيه 18، وفاز فيه ماميلودي صن داونز.